# (11013) Kullander
(11013) Kullander est un astéroïde de la ceinture principale.

## Description
(11013) Kullander est un astéroïde de la ceinture principale. Il fut découvert le 16 août 1982 à La Silla par Claes-Ingvar Lagerkvist. Il présente une orbite caractérisée par un demi-grand axe de 2,31 UA, une excentricité de 0,19 et une inclinaison de 3,7° par rapport à l'écliptique.

## Compléments